# (8415) 1996 UT
1996 يو تي (ويعرف أيضًا باسم (8415) 1996 يو تي وفق تسمية الكوكب الصغير) (بالإنجليزية: 1996 UT)‏ هو كويكب ضمن حزام الكويكبات؛ وترتيبه 8415 من حيث الاكتشاف.
اكتُشف هذا الجُرم الفلكي بواسطة Yoshisada Shimizu ‏ في 16 أكتوبر 1996.

## وصلات خارجية
- (8415) 1996 UT في قاعدة بيانات مختبر الدفع النفاث لأجرام النظام الشمسي الصغيرة

- الاكتشاف · مخطط المدار ·  العناصر المدارية · المعلمات المادية

- (8415) 1996 UT على موقع ويكي سكاي: DSS2, SDSS, GALEX, IRAS, Hydrogen α, X-Ray, Astrophoto, Sky Map, Articles and images